# صلیبیون توانا
صلیبیون توانا (به انگلیسی: The Mighty Crusaders) فیلمی ایتالیایی محصول سال ۱۹۵۷ و به کارگردانی کارلو لودوویکو براگالیا است. در این فیلم بازیگرانی همچون فرانسیسکو رابال، سیلوا کوشچینا، ریک باتالیا، جانا ماریا کنله، آندره‌آ آئورلی، فیلیپه هرسنت، آلبا آرنووا، سزار فانتونی و کارلو هینترمن ایفای نقش کرده‌اند.